# Consejo Militar de Salvación Nacional
El Consejo Militar de Salvación Nacional (en polaco: Wojskowa Rada Ocalenia Narodowego, abreviado WRON) fue una junta militar encargada de administrar la República Popular de Polonia durante el periodo de la ley marcial en Polonia (1981-1983).

## Historia

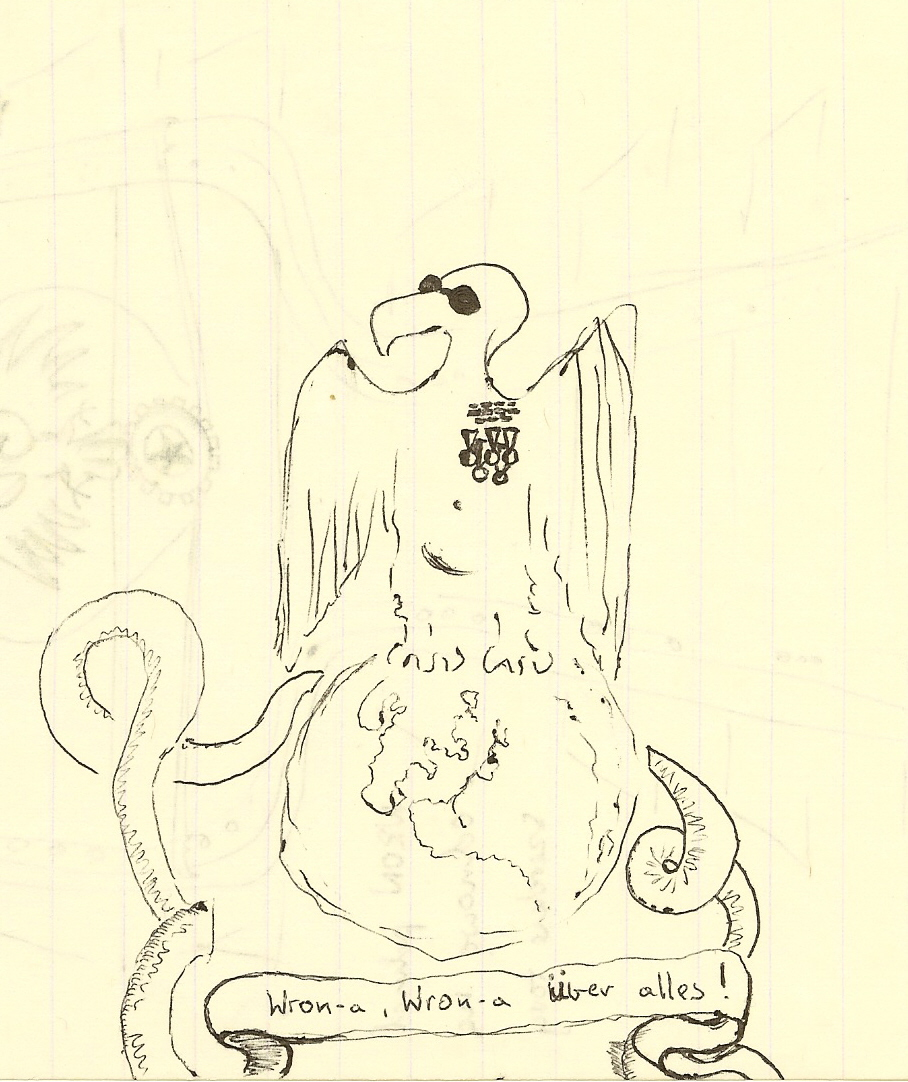
«WRONa, WRONa über alles», una caricatura política de los años 1980. El cuervo lleva gafas de sol como solía llevar el general Jaruzelski.

El cuerpo fue creado el 13 de diciembre de 1981, y se disolvió el 22 de julio de 1983. Contaba con 21 miembros: 15 generales, un almirante y cinco coroneles. Entre los más notables se encontraban los generales Wojciech Jaruzelski, Florian Siwicki, Michał Janiszewski y Czesław Kiszczak. Un miembro, el teniente coronel Mirosław Hermaszewski, fue incluido sin su consentimiento ni su conocimiento.
Las siglas WRON (wrona significa «cuervo» en polaco) fueron aprovechadas al momento por aquellos a quienes el régimen trataba de reprimir, como una forma de oposición no violenta a través del humor. Se popularizó el dicho orła wrona nie pokona, «el cuervo no derrotará al águila», en referencia al águila blanca del escudo de Polonia.